# Dryadella hirtzii
Dryadella hirtzii är en orkidéart som beskrevs av Carlyle August Luer. Dryadella hirtzii ingår i släktet Dryadella och familjen orkidéer. Inga underarter finns listade i Catalogue of Life.